# 台北真理堂

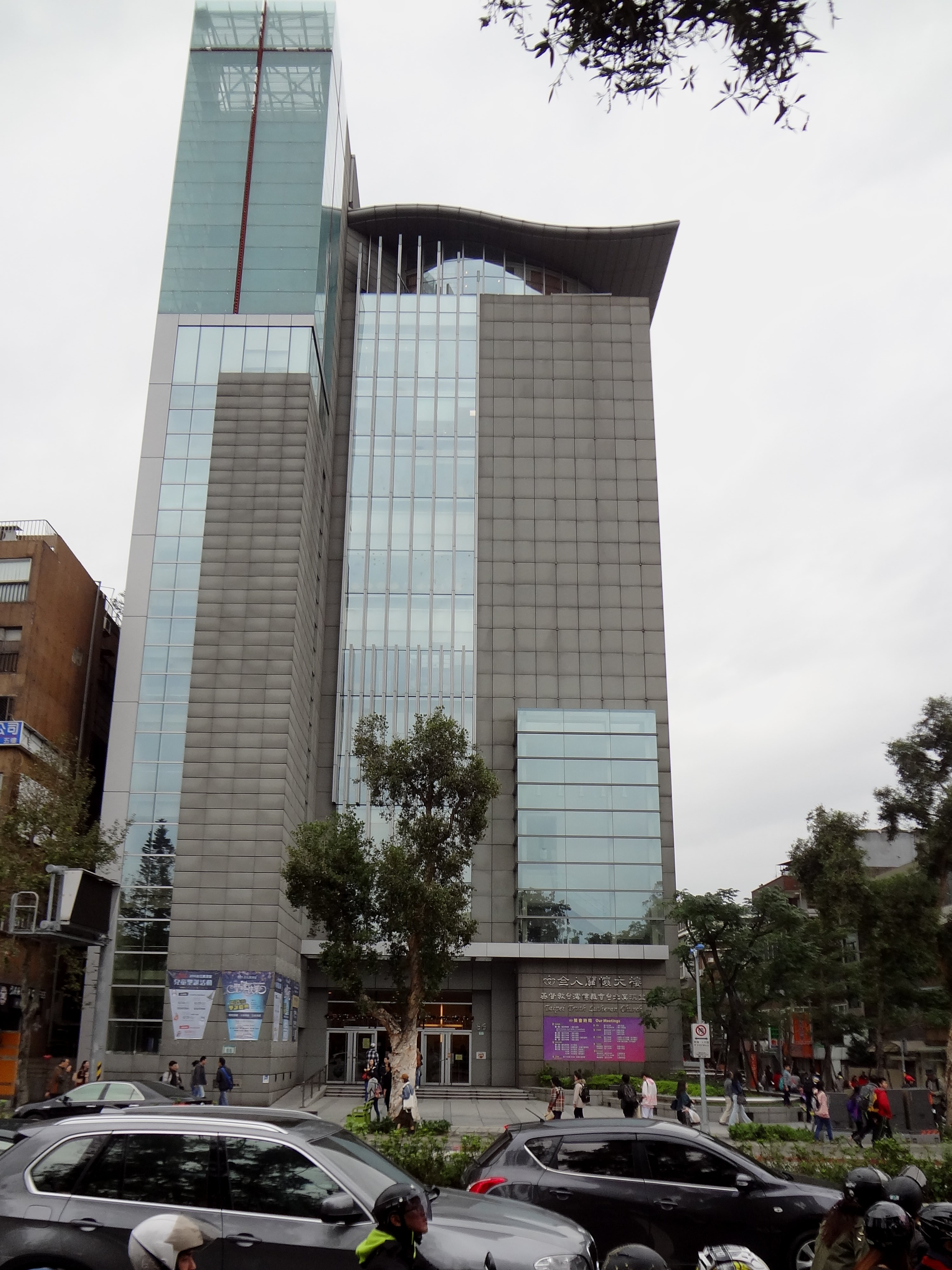
台北真理堂

台北真理堂（英語：Taipei Truth Lutheran Church）是一間位於臺北市大安區的基督教台灣信義會會堂，地址為臺北市大安區新生南路三段86號，鄰近國立臺灣大學校本部。由美國籍牧師孫維德（Rev. Victor Swenson）於1952年始開放自家聚會，並於1954年完成興建第一代真理堂會堂工程，現今主會堂大樓為第三代建築，2013年另於新北市新店區設立延伸會堂。現任主任牧師為蘇哲明、吳焜梁、林呈旭牧師三人組成的「主牧團隊」。

## 開拓會堂

### 臺灣
- 家家歌珊堂：位於臺北市文山區，1986年開拓。
- 中壢真理堂：位於桃園市中壢區，1991年開拓。
- 士林真理堂：位於臺北市士林區，2000年開拓。
- 雙和真理堂：位於新北市中和區，2005年開拓。
- 新莊真理堂：位於新北市新莊區，2007年開拓。
- 花蓮真理堂：位於花蓮縣花蓮市，2007年開拓。
- 土城真理堂：位於新北市土城區，2008年開拓。
- 北大真理堂：位於新北市三峽區，鄰近國立臺北大學，2008年開拓。
- 中永和真理堂：位於新北市中和區，2009年開拓。
- 台南真理堂：位於臺南市永康區，2016年開拓。
- 桃園真理堂：位於桃園市桃園區，2017年開拓。

### 海外
- 矽谷好牧人教會：位於 美国加州聖塔克拉拉郡庫帕提諾市矽谷，2002年開拓。
- 洛杉磯真理堂：位於 美国加州洛杉磯郡蒙羅維亞市，2006年開拓。
- 馬來西亞真理門徒教會：位於 马来西亚柔佛州古來縣古來，2006年開拓。
- 紐約真理堂：位於 美国紐約州紐約市，2011年開拓。

## 歷史
- 1952年：由孫維德牧師於自宅開始聚會，為真理堂最早期的聚會。
- 1953年：信義會鐘可聆（Clara Jones）教士設立學生中心。
- 1954年：第一代會堂完工。
- 1955年：真理堂按立第一位本地牧師─周景福牧師。
- 1961年：信義男舍完工。
- 1962年：學生中心建築完工。
- 1969年：信義女舍完工。
- 1971年：第二代會堂完工，第二代信義男舍完工。
- 1978年：設立路德神學圖書館。
- 1982年：信義女舍擴建為四層樓建築。
- 1986年：開拓第一間會堂-家家歌珊堂，新增第二堂主日崇拜。
- 2003年：會堂改建，次年主日崇拜改至滬江高中進行。
- 2005年：第三代會堂大樓完工。
- 2011年：第三代信義學舍完工。
- 2013年：於新北市新店區設立延伸會堂。
- 2022年：主任牧師楊寧亞牧師退休。

## 交通

### 主會堂
- 捷運：臺北捷運松山新店線公館站3號出口
- 市公車：於台大上下車，
0南、52、109、208區、236區、251區、280、280直、284、284直、290、311、505、530、642、643、668、671、675、676、907、1068、1501、1505、1728、棕11、綠11、綠13

### 新店會堂
- 捷運：臺北捷運松山新店線/環狀線大坪林站3號出口
- 市公車：於捷運大坪林站上下車，
252、642、643、644、647、648、650、793、796、849、918、941、棕2、綠10、綠15、綠3、綠7、綠8、綠9

## 外部連結
- 台北真理堂 （页面存档备份，存于）官方網站。
- 台北真理堂65周年 （页面存档备份，存于）活動網站。
- 台北真理堂的Facebook專頁
- YouTube上的台北真理堂頻道
- 台北真理堂的Instagram帳戶